# Circaeasteraceae
Circaeasteraceae — родина двох видів трав’янистих рослин, поширених у Китаї та Гімалаях. Родина була визнана багатьма систематиками. Система APG II (2003 р.; без змін порівняно з системою APG 1998 р.) розпізнає її й розміщує в порядку Ranunculales. Родина складається з двох родів, кожен з яких має один вид, Circaeaster agrestis та Kingdonia uniflora, але допускає можливість відокремлення останнього виду як родини Kingdoniaceae. Система APG III 2009 року також визнає два види, але більше не дозволяє необов’язкове поділ на Kingdoniaceae.